# جوليفاوية
الجوليفاوية (الاسم العلمي: Joliffieae) هي قبيلة من النباتات تتبع فصيلة القرعية من الرتبة القرعيات.

## أجناس الجوليفاوية
- التلفيرية (مرادفة للجوليفية وهي الجنس النمطي لهذه القبيلة)
- المعضوضة